# Lophoplatystoma hirsutum
Lophoplatystoma hirsutum är en tvåvingeart som beskrevs av Friedrich Georg Hendel 1914. Lophoplatystoma hirsutum ingår i släktet Lophoplatystoma och familjen bredmunsflugor. Inga underarter finns listade i Catalogue of Life.